# Лобария сетчатая
Лобария сетчатая (лат. Lobaria retigera)  — вид лишайников рода лобария (Lobaria)
семейства лобариевые (Lobariaceae).

## Описание
Листоватый лишайник. Таллом листоватый, розетковидный, широколопастный, до 25 см шириной. Верхняя поверхность желтовато-оливкового до темно-бурого цвета; нижняя  — густовойлочная, гладкая, желтоватая. Лопасти слабо разветвленные, дольчато-вырезанные, на концах округлые. Изидии дольчатые, цилиндрической формы. Апотеции леканоровые, с коричневым диском шириной 2—4 мм, образуются редко. Размножение вегетативное и спорами.
Фикобионт  — цианобоктерия Носток.
Обитает в хвойно-широколиственных и пихтово-еловых лесах, кедровом стланике, в валежнике, на замшелых скалах.

## Ареал
В России встречается на Урале, Дальнем Востоке, Сибири. Вне России обитает 
в Юго-Восточной и Восточной Азии, Австралия и Океании, Западной Африке и Мадагаскар, на западном побережье Северной Америке.

## Охранный статус
Редкий вид. Занесена в Красные книги России и ряда субъектов Российской Федерации. Растёт на территории ряда особо охраняемых природных территорий России. Вымирает в связи с теплолюбивостью и потребности к определённой влажности воздуха.